# Алберто Дзакерони
Алберто Дзакерони (на италиански: Alberto Zaccheroni) е бивш италиански футболист и настоящ треньор и мениджър по футбол, който e наставник на „Ювентус“.
Той води няколко от най-добрите клубове в Серия А и спечели Скудетото с Милан през 1999. Известен е също и с нестандартната тактическа система 3-4-3.
Кариерата на професионален футболист на Дзакерони е сравнително кратка заради контузии и той става мениджър в сравнително млада възраст – на 30 години. Треньорската си кариера започва през сезон 1997-98 с Удинезе, като извежда тима до трето място в първенството и участие за Купата на УЕФА.

## Милан
С добрите си резултати в Удинезе Дзакерони привлича вниманието на италианския гигант Милан, където го назначават за треньор след два лоши сезона. Колегите му от Удинезе Оливер Бирхоф и Томас Хелвег също пристигат на Сан Сиро. Още през същия сезон 1998-99 новият наставник извежда тима до титлата, изпреварвайки Лацио и Фиорентина в края на шампионата. Следващият сезон е по-неуспешен за Дзакерони - Милан отпада рано от Шампионската лига и въпреки че росонерите завършват на 3-то място в Серия А, те така и не се намесват в спора за титлата. Сезон 2000-01 е още по-лош - Милан се проваля в Шампионската лига, като не успява да победи Пари Сен Жермен. Това кара собственика на Милан Силвио Берлускони да уволни Дзакерони през пролетта на 2001 година и да го замени с временно изпълняващия длъжността Чезаре Малдини.

## Лацио
Няколко месеца по-късно Дзакерони поема Лацио, след като Дино Дзоф подава оставка. Въпреки лошия старт на сезона Дзакерони извежда отбора до 6-ата позиция в Калчото и до място в турнира за Купата на УЕФА. Наставникът търпи доста критики, че не пуска Гайска Мендиета и Стефано Фиоре на техните постове и по този начин не успява да извлече най-доброто от тях. Също така специалистът е обвиняван от мнозина за унизителната загуба с 5:1 от Рома в дербито на Рим същия сезон. Въпреки усилията си Дзакерони е сменен на поста от Роберто Манчини.

## Интер
В средата на следващия сезон 2003-04 Дзакерони отново е извикан на помощ, този път на мястото Ектор Купер в Интер. Въпреки отпадането от Шампионската лига след унизителна загуба с 5:1 от Арсенал на „Сан Сиро“, той успява да изведе Интер до 4-тото място в Серия А, което ги класира за Шампионската лига през следващия сезон. Въпреки това президентът на клуба Масимо Морати не е убеден в способностите му и Дзакерони отново е сменен с Роберто Манчини.

## Торино
След 2 сезона без работа името му се свързва с Англия, като се говори, че ще поеме Кристъл Палас. Това обаче така и не случва и Дзакерони застава начело на Торино на 7 септември 2006 г.  Три дни преди началото на сезона председателят на клуба Джани Де Биази уволнява треньора Урбано Кайро, въпреки че специалистът връща тима от серия Б в италианския елит. Въпреки доброто началото Дзакерони не успява да изведе торинци до челните позиции в класирането и след шест поредни загуби на 26 февруари 2007 г. Кайро го уволнява и връща начело на отбора Де Биази.

## Ювентус
На 29 януари 2010 той е назначен за треньор на Ювентус на мястото на уволнения заради слаби резултати Чиро Ферара.